# Igreja de Todos os Santos (Ravensden)
A Igreja de Todos os Santos é uma igreja listada como Grau I em Ravensden, Bedfordshire, Inglaterra. Tornou-se um edifício listado no dia 13 de julho de 1964.